# Siwa Przełęcz (Tatry Wysokie)
Siwa Przełęcz (słow. Sivé sedlo, niem. Obere Schwarzseescharte, węg. Felső Feketetavi rés) – przełęcz położona na wysokości ok. 2315 m n.p.m. znajdująca się w górnych partiach Śnieżnej Grani w słowackiej części Tatr Wysokich. Jej siodło oddziela Śnieżny Zwornik (w masywie Śnieżnego Szczytu) od Wielkiej Śnieżnej Turni. Siwa Przełęcz nie jest dostępna żadnymi znakowanymi szlakami turystycznymi, dla taterników stanowi dogodny punkt do przejścia między Doliną Śnieżną a Śnieżnym Bańdziochem.
Siodło Siwej Przełęczy było od dawna znane jurgowskim myśliwym, jak i ówczesnym poszukiwaczom skarbów. Niegdyś wierzono, że Dolina Śnieżna kryje wiele ukrytych skarbów.
Niemieckie i węgierskie nazewnictwo Siwej Przełęczy pochodzi od Czarnego Stawu Jaworowego, który znajduje się w położonej poniżej Dolinie Czarnej Jaworowej.

## Historia
Pierwsze wejścia turystyczne:
- Kazimierz Piotrowski i Mieczysław Świerz, 9 czerwca 1910 r. – letnie,
- Stanisław Luxemburg i Wawrzyniec Żuławski, 21 kwietnia 1935 r. – zimowe.